# Ruines gallo-romaines du Souquet
Les Ruines gallo-romaines du Souquet sont situées près du lieu-dit Moulin du Souquet, sur le territoire de la commune de Castelnau-Montratier, en France.

## Localisation
Les ruines gallo-romaines du Souquet sont situées dans le département français du Lot.

## Historique
Les ruines gallo-romaines de la vallée de la Barguelonne ont été découvertes en 1878 pendant les travaux de création d'un chemin communal. Ces ruines ont alors été attribuées à une villa gallo-romaine.
Des études ont été menées dans les années 1960 ont fait apparaître des bâtiments de qualité et de dimensions exceptionnelles. La découverte de bassins et de système d'adduction d'eau chaude et d'égout ont permis d'affirmer qu'il s'agissait de ruines d'un monument des eaux.
Trente ans plus tard, une nouvelle recherche sur site a confirmé le caractère exceptionnel du site. Elles ont montré une première occupation vers 500 av. J.-C. Au Ier siècle a été construit un édifice thermal et un bâtiment qui pourrait être un temple.
Des prospections faites en 1992-1994 ont fait apparaître que ces ruines s'intégraient dans un réseau dense de villas gallo-romaines implantées dès l'époque du règne de Tibère.
Le site archéologique est inscrit au titre des monuments historiques le 29 février 2000. Il est malgré cela dans un état d'abandon total ; il est non signalé, non protégé, envahi par la végétation.